# Mercado Municipal de Odiáxere
O Mercado Municipal de Odiáxere é uma infraestrutura na vila de Odiáxere, situada no concelho de Lagos, em Portugal.

## Descrição e história
Em finais de 2023, estavam em fase de conclusão as obras de reabilitação do mercado, intervenção que incluiu a realização de arranjos na zona envolvente ao edifício. Este empreendimento foi feito no âmbito do programa da Rede Regional de Mercados Locais, coordenada pela Associação Vicentina com a colaboração das autarquias locais, que tinha como finalidade tornar os mercados mais funcionais e mais atraentes ao público. O edifício esteve encerrado durante as obras, tendo o mercado sido provisoriamente transferido para a Rua da Barragem, em Odiáxere.
O mercado foi oficialmente reaberto após as obras em 1 de Julho de 2024, numa cerimónia inserida nas comemorações do 21.º aniversário da elevação de Odiáxere a vila. A intervenção custou mais de 500 mil Euros, e foi financiada por fundos comunitários, no âmbito do programa CRESC Algarve 2020. O novo edifício foi desenhado pelo arquitecto Vitor Vilhena, e a obra foi executada pela empresa construtora Joaquim Sequeira Vieira. A reabilitação do edifício enquadrou-se num conjunto maior de investimentos na freguesia por parte da Câmara Municipal de Lagos, que também incluiu o planeado Núcleo Museológico Mundo Rural de Odiáxere.